# Uster
Uster é uma comuna da Suíça, no Cantão Zurique, com cerca de 31500 habitantes (2007). Estende-se por uma área de 28,56 km², de densidade populacional de 1.103 hab/km². Confina com as seguintes comunas: Fehraltorf, Gossau, Greifensee, Maur, Mönchaltorf, Pfäffikon, Seegräben, Volketswil.
A língua oficial nesta comuna é o Alemão.

## Demografia
| País                | 31/12/2007 | 31/12/2008 | 31/12/2009 | 31/12/2010 | 31/12/2011 | 31/12/2012 |
| ------------------- | ---------- | ---------- | ---------- | ---------- | ---------- | ---------- |
| Suíça               | 77,67 %    | 77,92 %    | 78,53 %    | 78,67 %    | 78,43 %    | 78,03 %    |
| Alemanha            | 3,90 %     | 4,41 %     | 4,42 %     | 4,53 %     | 4,87 %     | 5,01 %     |
| Itália              | 4,47 %     | 4,31 %     | 4,12 %     | 4,06 %     | 3,94 %     | 3,87 %     |
| Portugal            | 1,46 %     | 1,52 %     | 1,56 %     | 1,55 %     | 1,60 %     | 1,68 %     |
| Sérvia / Montenegro | 3,29 %     | 2,81 %     | 2,04 %     | 1,42 %     | 1,19 %     | 0,99 %     |
| Turquia             | 1,13 %     | 1,06 %     | 0,99 %     | 0,94 %     | 0,94 %     | 0,96 %     |
| Kosovo              | -          | -          | -          | 0,76 %     | 0,81 %     | 0,94 %     |
| Macedônia do Norte  | 0,95 %     | 0,88 %     | 0,94 %     | 0,95 %     | 0,91 %     | 0,92 %     |
| Áustria             | 0,71 %     | 0,76 %     | 0,73 %     | 0,76 %     | 0,68 %     | 0,73 %     |
| Espanha             | 0,78 %     | 0,72 %     | 0,67 %     | 0,64 %     | 0,67 %     | 0,69 %     |